# ميخائيل إيجيرت
ميخائيل إيجيرت (بالألمانية: Michael Eggert)‏ هو لاعب كرة قدم ألماني في مركز الدفاع، ولد في 29 سبتمبر 1952. شارك مع منتخب ألمانيا ب لكرة القدم ‏. أما مع النوادي، فقد لعب مع نادي بوخوم ونادي نورنبرغ.

## وصلات خارجية
- ميخائيل إيجيرت على موقع قاعدة بيانات كرة القدم.إي يو (الإنجليزية)
- ميخائيل إيجيرت على موقع بيانات كرة القدم. دي إي (الألمانية)
- ميخائيل إيجيرت على موقع عالم كرة القدم.نت (الإنجليزية)